# ディーヴァーンダッレ郡
ディーヴァーンダッレ郡（ペルシア語: شهرستان دیواندره）とは、イランのコルデスターン州の郡である。郡中心市はディーヴァーンダッレ。2016年当時の人口は80,040人。郡は中心地区とSaral地区、Karaftu地区の3つに区画され、ディーヴァーンダッレとザッリーネのの2つの市（シャフル）が属している。